# Модра
Мо́дра (словац. Modra, нім. Modern, угор. Modor) — місто, громада в окрузі Пезінок, Братиславський край, західна Словаччина. Кадастрова площа громади — 49,624 км². Населення — близько 11 тис. осіб. Розташоване біля підніжжя Малих Карпат. Протікає Віштуцький потік.

## Історія
Модра уперше згадується в 1158 році як володіння єпископа з Нітри. У 1361 році стає королівським містом, а в 1607 — вільним королівським містом. Нині Модра знаменита своїм вином та керамікою.

## Населення
| Рік:            | 1994. | 2004.   | 2014.   | 2024.   |
| --------------- | ----- | ------- | ------- | ------- |
| Кількість осіб: | 8409  | 8657    | 8817    | 9160    |
| Різниця:        |       | +2,94 % | +1,84 % | +3,89 % |

| Рік:            | 2023. | 2024.   |
| --------------- | ----- | ------- |
| Кількість осіб: | 9201  | 9160    |
| Різниця:        |       | -0,44 % |

## Визначні місця
- Приходський костел
- Лютеранська кірха
- Міська фортеця
- Ратуша

## Люди
В місті народився Ян Фаркаш (1923—1999) — словацький науковець в галузі технології і біохімії виноробства.